# Jadransko pitanje
Jadransko pitanje ili Jadranski problem, naziv za skup pitanja u međunarodnoj diplomaciji kojima se nastojala riješiti sudbina istočne obale Jadranskog mora po završetku Prvog svjetskog rata 1918. godine. Problematiku koja se odnosila na politička i državna razgraničenja na Jadranu, zaoštrila su talijanska iredentistička presezanja, izražena kroz Londonski ugovor iz 1915. godine, kojim su sile Antante obećale Kraljevini Italiji, između ostaloga, ustupanje velikog dijela istočnojadranske austrijske obale i otoka sa zaleđem, ako stupi u rat na strani Antante. Daljnji problem bilo je i stvaranje Kraljevstva Srba, Hrvata i Slovenaca koje je trebalo ispuniti političku prazninu na dijelu Balkana, nastalu raspadom Austro-Ugarske, ali i prethodni pokušaji srpske vlade da od Antante traži izlaz na more preko Dalmacije, što je bilo izravno u suprotnosti s politikom Jugoslavenskog odbora i Države SHS na čelu s Narodnim vijećem u Zagrebu, uspostavljene od južnoslavenskih zemalja bivše Austro-Ugarske Monarhije.

## Povijest

### Razdoblje nakon Prvog svjetskog rata
Austro-Ugarska Monarhija potpisala je sa Italijom koja je predstavljala Saveznike i SAD Konvenciju o primirju 3. studenog 1918. godine u Villi Giusti kraj Padove. Prethodno je 29. listopada 1918. Sabor Kraljevina Hrvatske, Slavonije i Dalmacije proglasio Odluku kojom su razriješeni svi državnopravni odnošaji i veze kraljevine Hrvatske, Slavonije i Dalmacije s Kraljevinom Ugarskom i Carevinom Austrijom te je proglašena nezavisnost Dalmacije, Hrvatske i Slavonije s Rijekom prema Ugarskoj i Austriji, s pozivom na moderno načelo narodnosti, uz istodobno pristupanje Državi Slovenaca, Hrvata i Srba. Dana 1. prosinca 1918. osnovano je Kraljevstvo Srba, Hrvata i Slovenaca. Proglašenje Kraljevstva SHS nije omelo Kraljevinu Italiju u nakani da zaposjedne velik dio istočnoga Jadrana. Dana 12. studenog 1920. godine potpisan je Rapalski ugovor između Kraljevstva SHS i Kraljevine Italije kojim je potonja stekla znatan dio istočne jadranske obale, poimence Trst, Goricu, Gradišku i dio Kranjske, Istru (osim dijela općine Kastav), grad Zadar, otoke Cres i Lošinj, Lastovo i Palagružu, a stvorena je i Slobodna Država Rijeka, koja je izuzeta iz sastava Kraljevine SHS.

### Jadransko pitanje tijekom Drugog svjetskog rata
Poslije kapitulacije Kraljevine Jugoslavije 17. travnja 1941. godine. U međuvremenu su ustaše, uz pomoć nacističke Njemačke i fašističke Italije proglasili Nezavisnu Državu Hrvatsku pod vodstvom poglavnika Ante Pavelića, koji je na osnovu ranijih dogovora, morao dogovoriti razgraničenje između NDH i Kraljevine Italije. Dana 18. svibnja 1941. godine potpisani su Rimski ugovori kojima se vodstvo NDH odreklo područja okolice Zadra, zatim gradova i okolice Šibenika, Trogira, Splita, otoka Raba, Krka, Visa, Korčule, Mljeta, kao i dijelova Hrvatskog primorja i Gorskog kotara u korist Mussolinijeve Italije. Nakon talijansko-savezničkog primirja 8. rujna 1943. godine, Pavelić je objavio ponovno pripojenje oduzetih teritorija NDH. Istodobno, partizanski pokret je jačao na spornim teritorijima, koji su odlukama ZAVNOH-a vraćeni u sastav novoformirane Federalne Države Hrvatske, a preko nje novoj Jugoslaviji.

### Rješenje Jadranskog pitanja
Nakon Drugog svjetskoga rata jadransko pitanje svedeno je na problem talijansko-jugoslavenskoga razgraničenja na području Slobodnog teritorija Trsta. Pariški mirovni sporazum iz 1947. godine predviđao je uspostavljanje Slobodnog teritorija Trsta kao tampon države između Republike Italije i FNR Jugoslavije. Ta država zapravo nije uspostavljena, nego je teritorij ostao podijeljen na angloameričko (Zona A) i jugoslavensko (Zona B) okupacijsko područje. Dugogodišnji pregovori okončani su 1954. godine Londonskim memorandumom o tršćanskom pitanju, kojim je ukinuta vojna uprava na prostoru Slobodnog Teritorija Trsta, zona B i dio zone A pripali su Jugoslaviji, a ostatak zone A i grad Trst Italiji. Definitivno jugoslavensko-talijansko razgraničenje na Jadranu potvrđeno je tek 1975. godine sklapanjem Osimskih sporazuma.
Na temi Jadranskog pitanja doktorirao je na Sorboni poznati hrvatski iseljenički djelatnik Alojzije Čukman, temom La Croatie et la Question de L`Adriatique  (1948.).

## Vanjske poveznice
- Jadransko pitanje - Proleksis enciklopedija